# Relaciones México-Naciones Unidas
Las relaciones México-Naciones Unidas se refiere a las relaciones diplomáticas entre México y la Organización de las Naciones Unidas (ONU). México es uno de los 51 miembros fundadores de las Naciones Unidas y fue admitido en la organización en 1945. Desde entonces, México es miembro de pleno derecho de todas las agencias de la ONU y participa activamente en la organización y ha Diplomáticas con la mayoría de los Estados miembros.

## El papel de México en la ONU

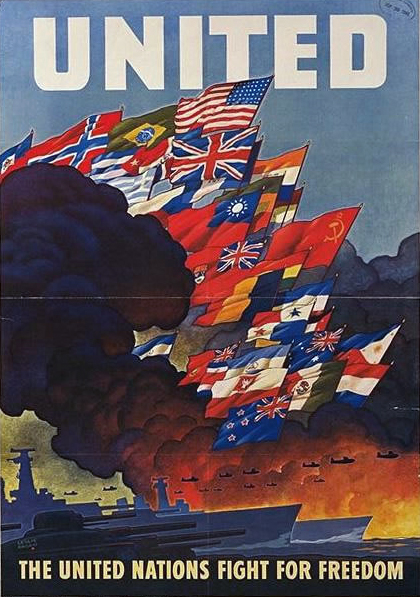
México como miembro fundador de las Naciones Unidas.

El 26 de junio de 1945, México estuvo representado en San Francisco por Ezequiel Padilla Peñaloza, Francisco Castillo Nájera y Manuel Tello Baurraud en la firma de la Carta de las Naciones Unidas. El país fue admitido oficialmente en la organización el 7 de noviembre de 1945. Desde el comienzo, México ha participado activamente en las actividades sociales y económicas de los diversos organismos especializados de las Naciones Unidas y de otras organizaciones internacionales interesadas en el mejoramiento social, cultural y económico. Sin embargo, debido a restricciones en la Constitución de México, México está prohibido aportar tropas para misiones de mantenimiento de la paz en el extranjero a menos que México haya declarado formalmente la guerra a un país. 
Se han hecho llamadas de políticos mexicanos para enmendar la constitución para participar en las misiones de paz de la ONU. Esta situación comenzó a cambiar después del discurso del Presidente Enrique Peña Nieto a la Asamblea General de las Naciones Unidas el 24 de septiembre de 2014, cuando declaró que "México ha tomado la decisión de participar en las operaciones de mantenimiento de la paz de la ONU Misiones humanitarias que beneficien a la sociedad civil".

## Consejo de Seguridad
México ha sido elegido cuatro veces al Consejo de Seguridad de las Naciones Unidas. El Gobierno mexicano se opone vehementemente a la incorporación de nuevos miembros al Consejo de Seguridad. México y otros ocho países crearon un grupo llamado "Unificación para el Consenso" (también conocido como el "Club del Café"), donde se oponen a los nuevos miembros permanentes, sin embargo, les gustaría elevar el número de Más miembros no permanentes a 20.
Lista de términos como miembro elegido del Consejo de Seguridad:
- 1946
- 1980–1981
- 2002–2003
- 2009–2010
- 2021–2022

## Representación

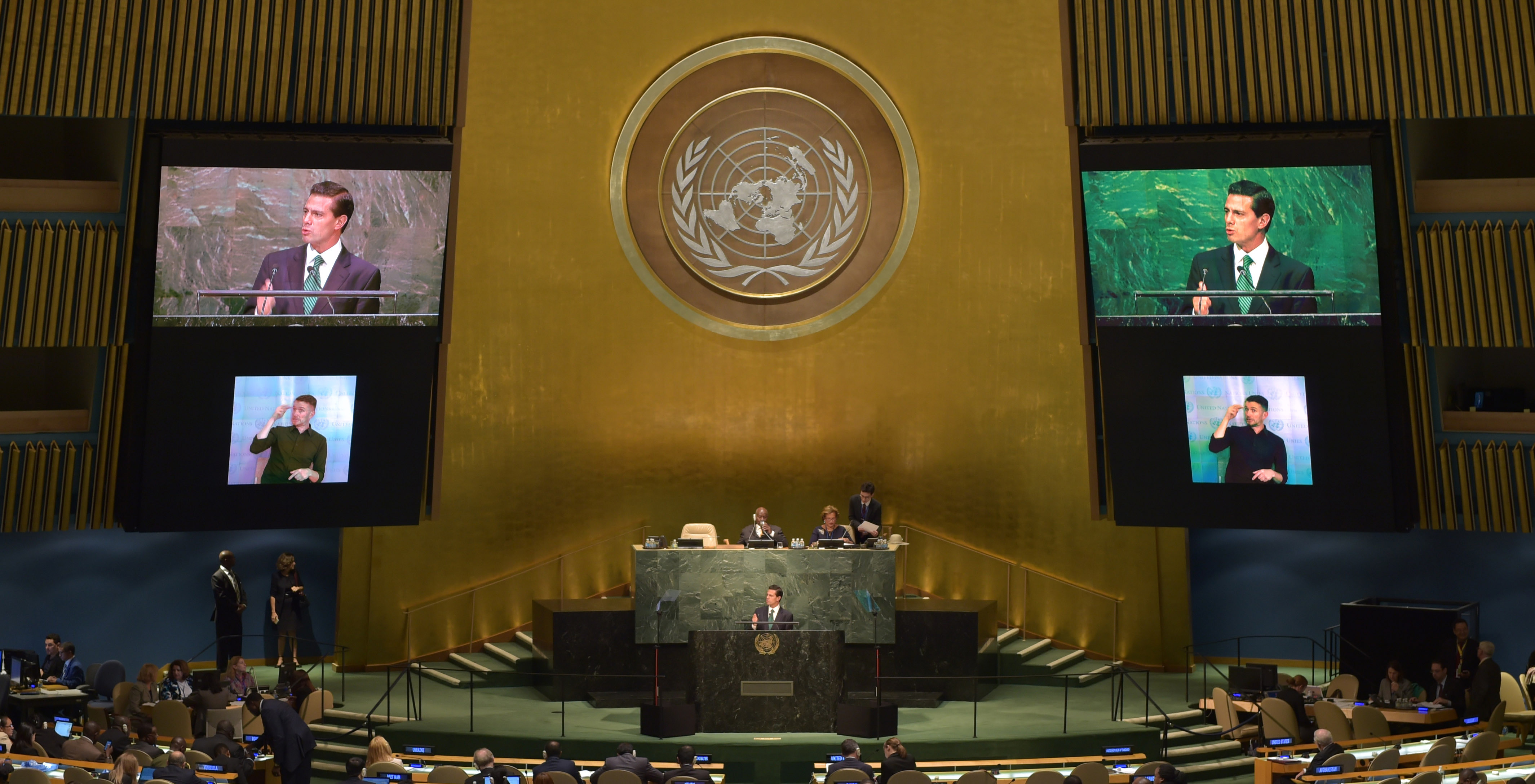
Presidente Enrique Peña Nieto en el período de sesiones de la Asamblea General de las Naciones Unidas.

México mantiene una representación permanente en la sede de las Naciones Unidas en la ciudad de Nueva York y en los otros principales organismos de las Naciones Unidas con sede en Ginebra, Nairobi, París, Roma y Viena.